# 靳紹謙
靳邵謙（1554年—？），字受之，號益吾，直隸真定府安平縣人，民籍，明朝政治人物。

## 生平
萬曆七年（1579年）己卯科順天府鄉試第一百三十一名，萬曆八年（1580年）庚辰科會試第二百九十七名，登三甲第一百五十六名進士。户部觀政，本年授歷城知县，丁憂归乡。十二年复除蒙城县，十七年升户部主事，二十年管理浒墅关，二十一年升员外郎、郎中，二十三年升常德府知府，二十七年升陕西太仆寺少卿，本年致仕。

## 家族
曾祖靳鴈；祖父靳康；父靳載，曾任歲貢生、训导。母劉氏。